# Ngoumou (Mboma)
Pour les articles homonymes, voir Ngoumou.
Ngoumou est un village du Cameroun situé dans la région de l'Est et dans le département du Haut-Nyong. Ngoumou fait partie de la commune de Mboma et du canton d'Ayong-Yerap.

## Population
Lors du recensement de 2005, on comptait 882 habitants à Ngoumou, dont 443 hommes et 439 femmes.
En 1966/67, on dénombrait  573 habitants.

## Infrastructures
Le Dictionnaire des villages du département du Haut Nyong de 1968 indique que Ngoumou se trouve sur la route de Nguélémendouka à Lamba et Mayos.
Il y avait également alors un marché périodique, un dispensaire officiel et une école officielle à cycle complet.